# Changan X7 Plus
Changan X7 Plus и Oshan X7 — среднеразмерные кроссоверы вместимостью от 5 до 7 мест, выпускаются китайской компанией Changan с 2019 года.

## Описание

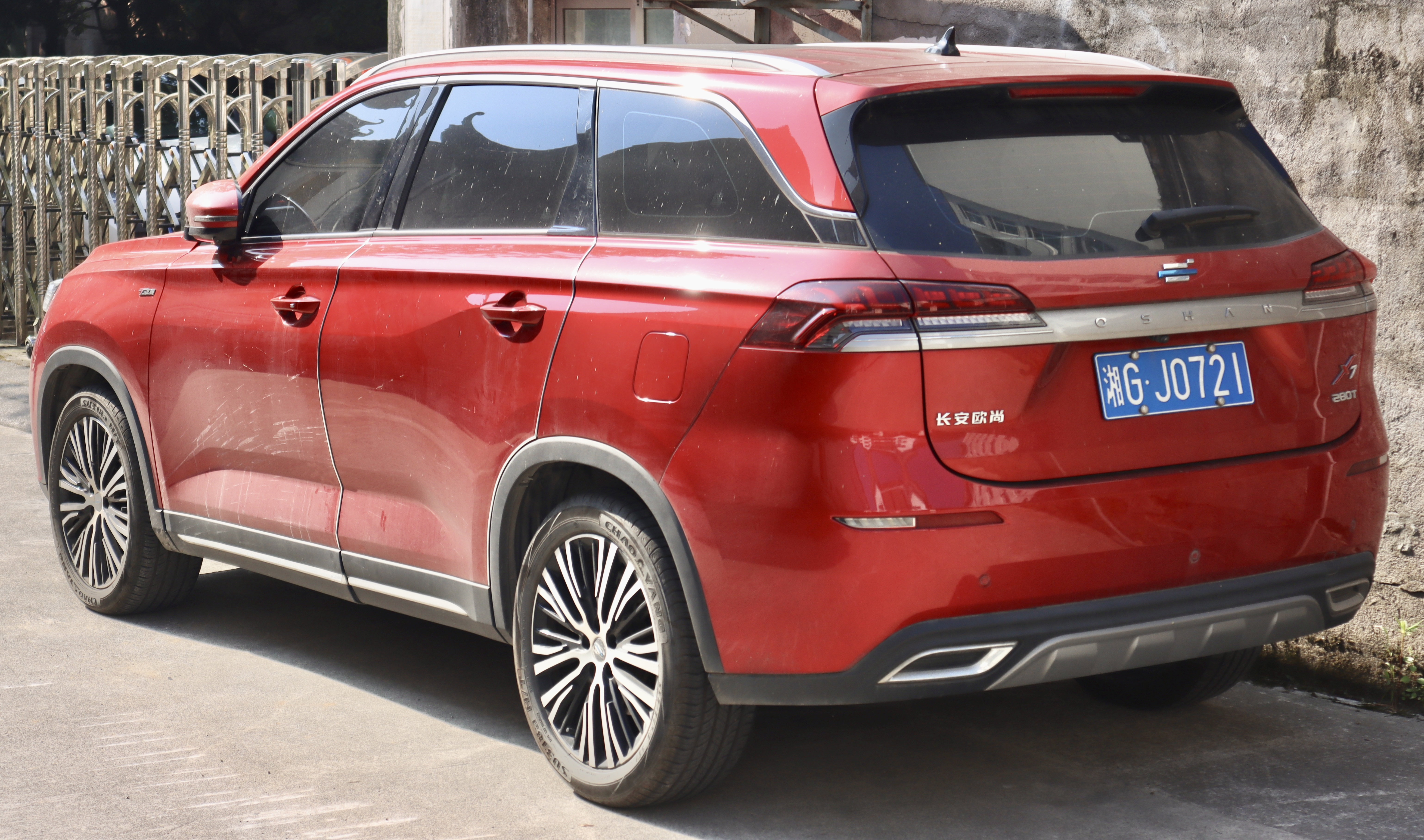
Вид сзади

Oshan X7 дебютировал 25 июля 2019 года на Шанхайском автосалоне. Его цены варьируются от 79900 до 119900 юаней.

### Технические характеристики
X7 оснащён 1,5-литровым турбодвигателем мощностью 131 кВт (176 л. с.) и крутящим моментом 265 Н⋅м, либо же электродвигателем с запасом хода около 402 км.

### Oshan X7 Plus
Oshan X7 Plus представили в 2021 году на Шанхайском автосалоне. Дизайн передней и задней части разделён фарами и задними фонарями во всю ширину. X7 Plus представляет собой фейслифтинг X7 и оснащён 1,5-литровым турбодвигателем мощностью 131 кВт (176 л. с.) и крутящим моментом 300 Н⋅м, который сочетается в паре с семиступенчатой трансмиссией с двумя сцеплениями.

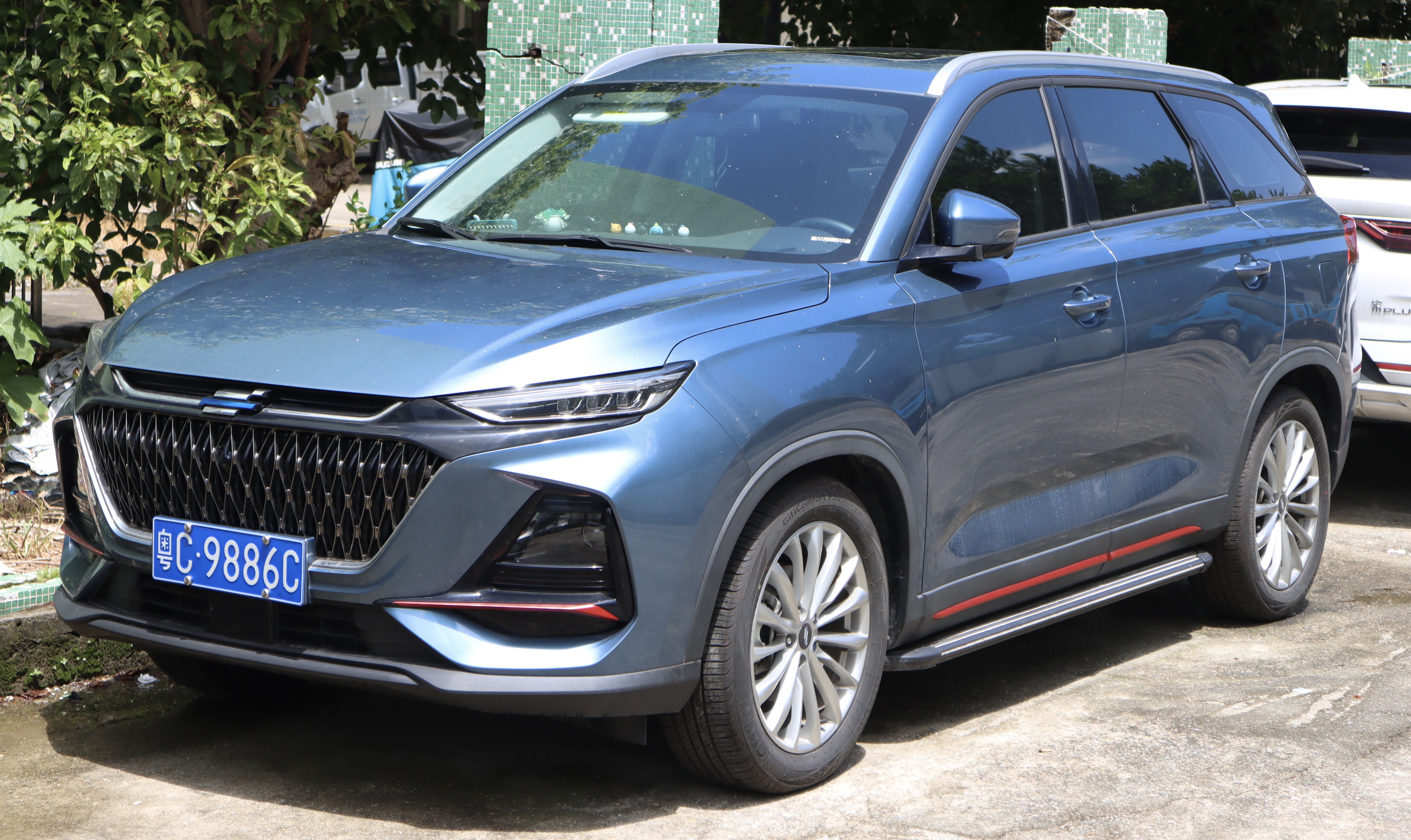
Вид спереди
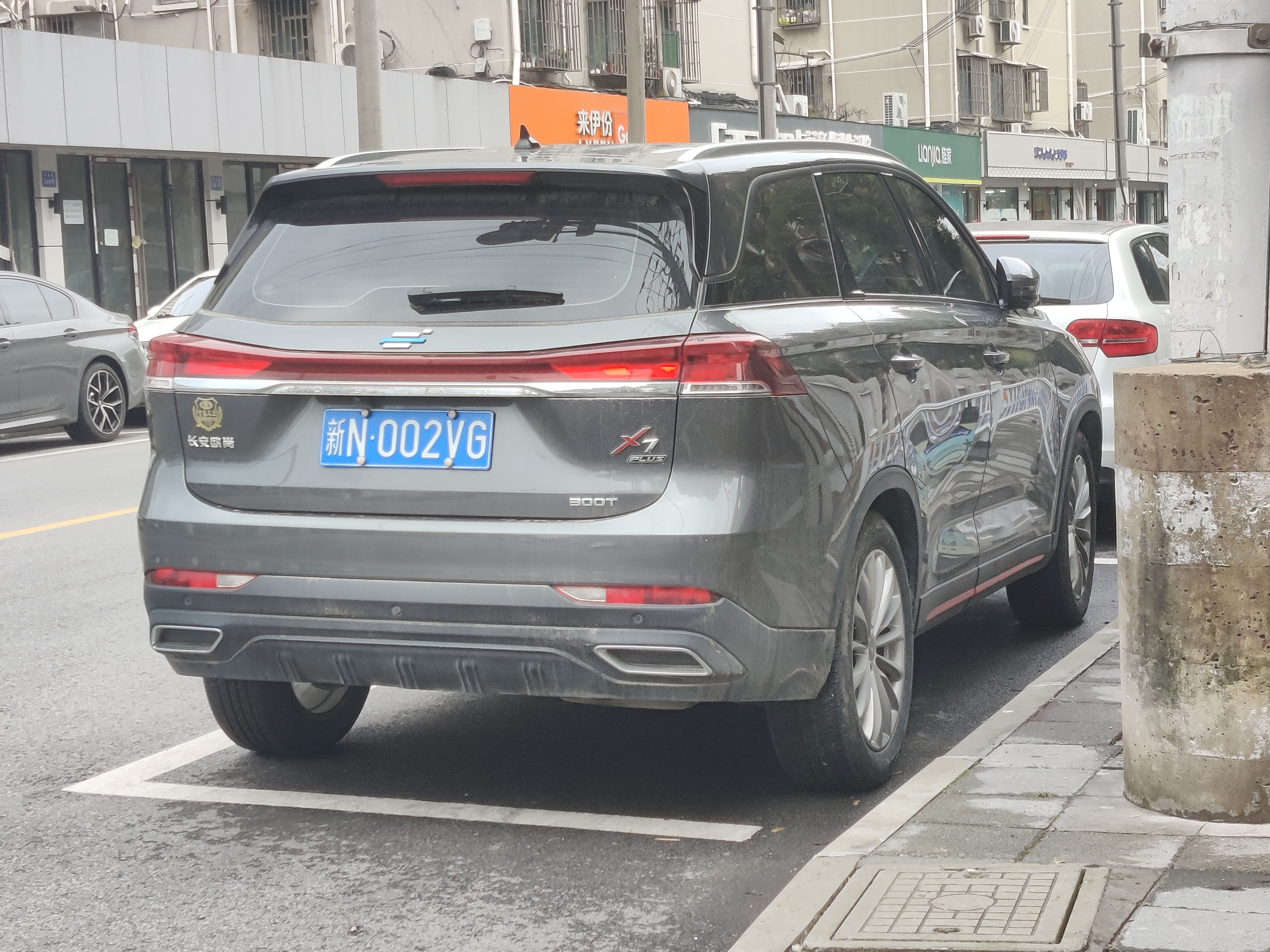
Вид сзади